# Exeter (Rhode Island)
Exeter es un pueblo ubicado en el condado de Washington en el estado estadounidense de Rhode Island. En el año 2009 tenía una población de 6,045 habitantes y una densidad poblacional de 40.4 personas por km².

## Geografía
Exeter se encuentra ubicada en las coordenadas 41°33′50″N 71°36′20″O / 41.56389, -71.60556. Según la Oficina del Censo, la ciudad tiene un área total de 151,2 km² (58,4 mi²), de la cual 149,5 km² (57,7 mi²) es tierra y 1,7 km² (0,7 mi²) (1.15%) es agua.

## Demografía
Según la Oficina del Censo en 2000 los ingresos medios por hogar en la localidad eran de $64,452, y los ingresos medios por familia eran $74,157. Los hombres tenían unos ingresos medios de $47,083 frente a los $36,928 para las mujeres. La renta per cápita para la localidad era de $25,530. Alrededor del 5.5% de la población estaban por debajo del umbral de pobreza.